# Passer diffusus
Passer diffusus е вид птица от семейство Врабчови (Passeridae).

## Разпространение
Видът е разпространен в Ангола, Ботсвана, Замбия, Зимбабве, Лесото, Малави, Мозамбик, Намибия, Свазиленд, Танзания и Южна Африка.